# Patrick Carpentier
Patrick Carpentier (ur. 13 sierpnia 1971 roku w Ville Lasalle) – kanadyjski kierowca wyścigowy.

## Kariera
Carpentier rozpoczął karierę w międzynarodowych wyścigach samochodowych w 1990 roku od startów w Kanadyjskiej Formule Ford 2000. Z dorobkiem 57 punktów został sklasyfikowany na trzynastej pozycji w końcowej klasyfikacji kierowców. W późniejszym okresie Kanadyjczyk pojawiał się także w stawce Atlantic Championship, Indy Lights, Champ Car, IndyCar Series, Grand American Rolex Series, CASCAR Super Series, A1 Grand Prix, NASCAR Nextel Cup, NASCAR Busch Series, NASCAR Sprint Showdown, NASCAR Craftsman Truck Series, NASCAR Nationwide Series oraz NASCAR Nationwide Series. Od 2014 roku Carpentier startuje w Rallycrossowych Mistrzostwach Świata.
W Champ Car Carpentier startował w latach 1997-2004. W pierwszym sezonie startów uzbierane 27 punktów dało mu siedemnaste miejsce w klasyfikacji generalnej. Rok później był dziewiętnasty. W 2001 roku Kanadyjczyk odniósł pierwsze zwycięstwo, a rok później wygrywał dwukrotnie. Z dorobkiem 157 punktów ukończył sezon 2002 na najniższym stopniu podium w klasyfikacji generalnej. Sukces ten powtórzył w sezonie 2004.